# Istituto centrale per la grafica
L’Istituto Nazionale per la Grafica nasce nel 1975 dall'unione della Calcografia Nazionale, di eredità pontificia, e del Gabinetto Nazionale delle Stampe, le cui antiche tradizioni contribuiscono a determinare il profilo specialistico dell’Istituto. Nel 2008, tale unificazione scientifica si è tradotta nella riunione in un’unica sede: gli edifici contigui di Palazzo Poli e della Calcografia sono entrati in comunicazione logistica e, contemporaneamente, le distinte collezioni si sono unificate.
Dal 10 dicembre 2014 l’Istituto assume la denominazione di Istituto centrale per la grafica (DPCM 29 agosto 2014, n.171, art.30). È dotato di autonomia speciale dal 15 settembre 2015.
Le collezioni di matrici, stampe, disegni, video d’artista e fotografie sono affiancate da laboratori specializzati nel restauro e da una stamperia di secolare esperienza.

Nei 45 anni di attività l’Istituto ha svolto un costante lavoro di promozione della ricerca sulle proprie collezioni, anche attraverso l’attività espositiva e la collaborazione con istituti analoghi in ambito internazionale, definendo la centralità del suo ruolo in Italia per quanto riguarda lo studio, la conservazione e la fruizione delle opere grafiche.
- 1675, Frontespizio con raffigurazione del ritratto di Cristina di Svezia in Imagines Veteris ac Novi Testamenti, Jo. Jacobi de Rubeis, acquaforte con ritocchi a bulino, opera di Pietro Aquila.